# Nethinius humbloti
Nethinius humbloti är en skalbaggsart som beskrevs av Reé Michel Quentin och Jean François Villiers 1979. Nethinius humbloti ingår i släktet Nethinius och familjen långhorningar. Inga underarter finns listade i Catalogue of Life.